# Segunda División 1971/72
Die Segunda División 1971/72 war die 41. Spielzeit der zweithöchsten spanischen Fußballliga. Sie begann am 5. September 1971 und endete am 21. Mai 1972. Zwischen dem 28. Mai und 25. Juni 1972 wurden die Relegationsspiele ausgetragen. Meister wurde Real Oviedo.

## Vor der Saison
Die 20 Mannschaften trafen an 38 Spieltagen jeweils zweimal aufeinander. Die drei besten Mannschaften stiegen in die Primera División auf.
Die letzten vier Vereine stiegen direkt ab, die Teams auf den Plätzen 13 bis 16 mussten in der Relegation gegen den Abstieg kämpften.
Als Absteiger aus der Primera División nahmen der FC Elche und Real Saragossa teil. Aus der Tercera División kamen Cultural Leonesa, CD Mestalla, CD Teneriffa, Real Valladolid und Deportivo Xerez.

## Abschlusstabelle
| Pl. | Verein               | Sp. | S  | U  | N  | Tore    | Diff. | Punkte |
| --- | -------------------- | --- | -- | -- | -- | ------- | ----- | ------ |
| 1.  | Real Oviedo          | 38  | 21 | 9  | 8  | 040:190 | +21   | 51:25  |
| 2.  | CD Castellón         | 38  | 21 | 8  | 9  | 050:290 | +21   | 50:26  |
| 3.  | Real Saragossa (A)   | 38  | 21 | 8  | 9  | 066:310 | +35   | 50:26  |
| 4.  | FC Elche (A)         | 38  | 20 | 9  | 9  | 047:210 | +26   | 49:27  |
| 5.  | Cultural Leonesa (N) | 38  | 18 | 6  | 14 | 055:530 | +2    | 42:34  |
| 6.  | CD Logroñés          | 38  | 16 | 9  | 13 | 039:360 | +3    | 41:35  |
| 7.  | Real Valladolid (N)  | 38  | 16 | 7  | 15 | 050:450 | +5    | 39:37  |
| 8.  | Rayo Vallecano       | 38  | 14 | 11 | 13 | 037:400 | −3    | 39:37  |
| 9.  | CD Teneriffa (N)     | 38  | 14 | 10 | 14 | 048:330 | +15   | 38:38  |
| 10. | UE Sant Andreu       | 38  | 15 | 8  | 15 | 036:330 | +3    | 38:38  |
| 11. | Pontevedra CF        | 38  | 13 | 10 | 15 | 038:450 | −7    | 36:40  |
| 12. | RCD Mallorca         | 38  | 11 | 14 | 13 | 025:330 | −8    | 36:40  |
| 13. | CD Mestalla (N)      | 38  | 11 | 12 | 15 | 031:470 | −16   | 34:42  |
| 14. | Hércules Alicante    | 38  | 13 | 8  | 17 | 043:400 | +3    | 34:42  |
| 15. | Real Santander       | 38  | 14 | 6  | 18 | 033:450 | −12   | 34:42  |
| 16. | FC Cádiz             | 38  | 14 | 6  | 18 | 038:430 | −5    | 34:42  |
| 17. | FC Villarreal        | 38  | 10 | 12 | 16 | 030:480 | −18   | 32:44  |
| 18. | Club Ferrol          | 38  | 10 | 9  | 19 | 031:580 | −27   | 29:47  |
| 19. | Deportivo Xerez (N)  | 38  | 6  | 15 | 17 | 026:490 | −23   | 27:49  |
| 20. | UP Langreo           | 38  | 11 | 5  | 22 | 038:530 | −15   | 27:49  |

Platzierungskriterien: 1. Punkte – 2. Direkter Vergleich (Punkte, Tordifferenz, geschossene Tore) – 3. Tordifferenz – 4. geschossene Tore

| (A) | Absteiger der Saison 1970/71       |
| (N) | Neuaufsteiger der Tercera División |

## Relegation
|                   | Gesamt |              | Hinspiel | Rückspiel |
| ----------------- | ------ | ------------ | -------- | --------- |
| CD Mestalla       | 4:2    | FC Terrassa  | 4:1      | 0:1       |
| Real Santander    | 3:0    | UD Salamanca | 2:0      | 1:0       |
| Sestao SC         | 3:4    | FC Cádiz     | 1:2      | 2:2       |
| Hércules Alicante | 4:2    | CD Cartagena | 3:1      | 1:1       |

Alle Vereine blieben in ihren jeweiligen Ligen.

## Nach der Saison
Aufsteiger in die Primera División
- 01. – Real Oviedo
- 02. – CD Castellón
- 03. – Real Saragossa

 Absteiger in die Tercera División
- 17. – FC Villarreal
- 18. – Club Ferrol
- 19. – Deportivo Xerez
- 20. – UP Langreo

 Absteiger aus der Primera División
- FC Sevilla
- FC Córdoba
- CE Sabadell

 Aufsteiger in die Segunda División
- Barakaldo Club
- Gimnàstic de Tarragona
- Real Murcia
- CA Osasuna